# Héctor David García Osorio
Héctor David García Osorio (Concepción de María, 23 settembre 1966) è un vescovo cattolico honduregno, dal 3 luglio 2025 vescovo eletto di Santa Rosa de Copán.

## Biografia
Héctor David García Osorio è nato a Concepción de María il 23 settembre 1966 da Visitación M. García e María Maura Osorio. È stato battezzato il 7 gennaio successivo nella chiesa della Purificazione della Beata Vergine Maria a El Corpus.

### Formazione e ministero sacerdotale
Ha frequentato le scuole elementari nella sua città natale, alla scuola Lempira, e ha compiuto gli studi secondari in tre luoghi diversi: l'Istituto "Rafael Heliodoro Valle" a Concepción de María, l'Istituto "Santa Maria Goretti" a Choluteca e l'Istituto Superación. Ha scoperto da giovanissimo la vocazione religiosa e ha quindi deciso di entrare nel seminario minore "Paolo VI" a Choluteca dove ha studiato dal 1986 al 1989 conseguendo il baccellierato in scienze e lettere presso l'Istituto "Santa Maria Goretti". Ha compiuto gli studi ecclesiastici di filosofia e teologia presso il seminario maggiore "Nuestra Señora de Suyapa" a Tegucigalpa. Ha ottenuto il diploma in scienze religiose con indirizzo filosofico nel 1991 e la licenza in teologia nel 1995.
Il 20 aprile 1997 è stato ordinato diacono nella chiesa madre di Choluteca. L'8 novembre successivo è stato ordinato presbitero per la diocesi di Choluteca nella palestra dell'Istituto "Santa Maria Goretti" di Choluteca da monsignor Raúl Corriveau. In seguito è stato vicario parrocchiale della parrocchia San Paolo a Choluteca dal 23 febbraio 1998; coordinatore della celebrazione della Parola di Dio e vicario episcopale per la pastorale, con residenza nel vescovado, dal 17 marzo 1999; cancelliere vescovile dal 22 giugno 1999; membro del collegio dei consultori e del consiglio presbiterale dal 1999 al 2002; vicario generale dal 9 gennaio 2001; rettore del seminario minore "Paolo VI" a Choluteca dal 30 novembre 2002 e parroco della parrocchia San Girolamo a Goascorán dal 28 gennaio 2005 al 28 dicembre 2009. Nel gennaio del 2010 è stato inviato a Roma per studi. Nel febbraio del 2012 ha conseguito la licenza in teologia spirituale presso la Pontificia Università Gregoriana. Tornato in patria è stato membro dell'équipe dei formatori del seminario maggiore "Nuestra Señora de Suyapa" a Tegucigalpa dal giugno del 2012, vice-rettore dello stesso dal giugno del 2013 e segretario aggiunto della Conferenza episcopale dell'Honduras dal 2 agosto 2013.

### Ministero episcopale
Il 3 luglio 2014 papa Francesco lo ha nominato vescovo di Yoro. Ha ricevuto l'ordinazione episcopale il 20 settembre successivo presso l'Istituto "San Giuseppe" a El Progreso dal cardinale Óscar Andrés Rodríguez Maradiaga, arcivescovo metropolita di Tegucigalpa, co-consacranti l'arcivescovo Luigi Bianco, nunzio apostolico in Honduras, e il vescovo di Choluteca Guy Charbonneau.
Nel settembre del 2017 ha compiuto la visita ad limina.
Dal 29 novembre 2023 è presidente del Segretariato episcopale dell'America Centrale e Panama.
Il 3 luglio 2025 papa Leone XIV lo ha nominato vescovo di Santa Rosa de Copán.

## Genealogia episcopale
La genealogia episcopale è:
- Cardinale Scipione Rebiba
- Cardinale Giulio Antonio Santori
- Cardinale Girolamo Bernerio, O.P.
- Arcivescovo Galeazzo Sanvitale
- Cardinale Ludovico Ludovisi
- Cardinale Luigi Caetani
- Cardinale Ulderico Carpegna
- Cardinale Paluzzo Paluzzi Altieri degli Albertoni
- Papa Benedetto XIII
- Papa Benedetto XIV
- Papa Clemente XIII
- Cardinale Marcantonio Colonna
- Cardinale Giacinto Sigismondo Gerdil, B.
- Cardinale Giulio Maria della Somaglia
- Cardinale Carlo Odescalchi, S.I.
- Cardinale Costantino Patrizi Naro
- Cardinale Lucido Maria Parocchi
- Papa Pio X
- Papa Benedetto XV
- Papa Pio XII
- Cardinale Eugène Tisserant
- Papa Paolo VI
- Arcivescovo Gabriel Montalvo Higuera
- Cardinale Óscar Andrés Rodríguez Maradiaga, S.D.B.
- Vescovo Héctor David García Osorio